# Yazd

Yazd (Perzisko: یزد‎) je glavno mesto province Yazd v Iranu in center Zoroastrske kulture. Mesto leži 270 km jugovzhodno od Isfahana in 677 km južno od Teherana. Ob štetju leta 2006, je imelo 423.006 prebivalcev.
Zaradi generacij, ki so se morale prilagoditi na puščavsko okolje, je Yazd edinstveno arhitekturno mesto. V Iranu je znano po visoki kakovosti obrti, zlasti tkanja svile in po slaščičarstvu. UNESCO je priznal Yazd kot mesto, ki ima drugo najstarejšo arhitekturo na vsem svetu.
Provinca Yazd se nahaja v osrednjem delu Irana in obsega 76.156 kvadratnih kilometrov. Sestavljena je iz do deset okrožij, 21 mest, 19 občin in 51 vasi,  sosedne pomembne province so Isfahan, Fars, Horasan in Kerman. Obkrožena je s puščavami Kavir-e-Lut, Kavir-e Namak in Dasht-e Kavir.  

## Geografija
Yazd je nastal v oazi oziroma suhi dolini, ki se nahaja med puščavama Dasht-e Kavir in Dasht-e Lut, na nadmorski višini 1230 m. Za oskrbo z vodo še danes uporabljajo vodne kanale in kanate (posebna vrsta vodnjaka) ter zbiralnike.
Yazd je najbolj suho večje mesto v Iranu s povprečno letno količino padavin le 60 milimetrov in tudi najbolj vroče severno od Perzijskega zaliva, s poletnimi temperaturami zelo pogosto nad 40 °C, z neverjetnim soncem in brez vlage. Tudi ponoči je temperatura v poletnih mesecih precej neprijetna. Pozimi so dnevi blagi in sončni, le zjutraj nizka oblačnost lahko povzroči zelo nizke temperature, ki lahko včasih padejo tudi pod 0 °C.

## Zgodovina
Preteklost mesta sega že več kot 3000 let nazaj, v čas srednjeveškega imperija. Grški zgodovinarji so ga imenovali Ysatis (ali Issatis), verjetno zgrajeno na ruševinah starodavnega mesta Katteh. Današnje ime je mestu dal Yazdegerd I., iz Sasanidskega obdobja. V Sasanidskih časih je bilo mesto zoroastrski center. Po arabsko-islamski osvojitvi Perzije, je veliko zoroastriancev prebegnilo v Yazd iz sosednjih dežel. S plačilom dajatev je Yazd ostal zoroastrski tudi po zasedbi, islam pa je le postopoma postal prevladujoča religija v mestu.
Zaradi svoje oddaljene lokacije, lege v neprijazni puščavi in zahtevnosti pristopa, je Yazd ostal v veliki meri zaščiten pred velikimi bitkami in uničenjem ter opustošenjem od vojn (sem so se pred Džingiskanom na primer zatekli mnogi pesniki, umetniki in znanstveniki). Mesto je obiskal Marco Polo leta 1272 in pisal o finem svilenem tkanju v mestu. V štirinajstem stoletju je kratek čas služil kot glavno mesto dinastije Muzaffarid in bil neuspešno oblegan v letih 1350-1351 od Injuidskega šaha Shaikh Abu Ishaqa.
V času Ahaemenidov je imela regija velik pomen kot prometno križišče. V starem Yazdu je imelo upravljanje cest tak pomen, da je dinastija Al-e Mozaffar 
vladala prav s pomočjo obvladovanja cestnega prometa v regiji.
Pod vladavino Safavidov (16. stoletje) se je nekaj ljudi izselilo iz Yazda in se naselilo na območju, ki je danes na meji med Iranom in Afganistanom. Naselje, ki so ga imenovali Yazdi je zdaj mesto Farah v pokrajini z istim imenom v Afganistanu. Še danes ljudje iz tega območja govorijo z naglasom zelo podobnem tistemu, ki ga govorijo ljudje v Yazdu.
Med obdobjem Kadžarske dinastije (18. stoletje) je vladal kan Bakhtiari.
Leta 1907 je bil v Yazd zgodovinsko pomemben kot meja med britanskim in ruskim interesnim območjem. Ruski vpliv je bil severno od črte Yazd do severozahoda do Kurdistana in severovzhoda do perzijsko - afganistansko - ruskega trikotnika (zdaj iransko-afganistansko-turkmenski mejni trikotnik), južno so bili Britanci.
Od konca leta 2008 so 27. januraja 2009 je bil ajatola Sayed Hossein Kazemeyni Boroujerdi v centralnem zaporu v Yazdu zaprt v samici. 50-letnega duhovnika so 5. maja 2009 pretepli, zato je Amnesty International pozvala k nujni akciji. 

## Arhitektura in dediščina
Yazd je najpomembnejše središče perzijske arhitekture. Zaradi svojega podnebja ima eno največjih mrež kanatov na svetu in tukajšnji oblikovalci kanatov veljajo za najbolj usposobljene v Iranu. Zaradi zelo vročih poletij imajo številne stare stavbe čudovite prezračevalne naprave - hladilne stolpe ali lovilce vetra (angl.: wind catcher, perzisko: بادگیر Bâdgir, arabsko: بارجيل Baarjiil) in velika podzemna področja. V mestu so tudi primeri zgradb imenovanih Yakhchāl, kupolaste zgradbe - starodavne vrste hladilnikov, ki se uporabljajo za shranjevanje ledu, ki so jih naložili iz ledenikov v bližnjih gorah. Yazd je tudi eno izmed največjih mest zgrajenih skoraj v celoti iz nežgane opeke narejene iz peska, gline, vode in neke vrste vlaken ali organskih snovi (trstičje, slama in ali gnoj), ki ga zidarji oblikujejo v opeke (z uporabo okvirjev) in sušijo na soncu.
Pomembna dediščina v Yazdu je center Zaratustrstva. Na obrobju mesta so Stolpi tišine (Dakhmeh, perzijsko: دخمه tudi znan kot Cheel Ghar), ki so služili za to, da so umrlega po obredu odnesli na vrh stolpa, ga položili na ploščat kamen dvignjen od tal, kjer so truplo prepustili ujedam. Ti stolpi so bili v uporabi do leta 1978, po tem so začeli svoje mrtve pokopavati ob vznožju stolpov. V samem mestu  je Tempelj ognja (âteshgâh), v katerem nepretrgoma gori ogenj od leta 400 n. št.. Tempelj je moderna zgradba narejena posebej za sveti ogenj, v njej je tudi manjša razstava zoroastskih pisanj. Na steni visijo portreti donatorjev. Trenutno Zoroastrijanci predstavljajo pomembno manjšino prebivalstva z okoli 20.000-40.000 ali 5 do 10 odstotkov.
Zgrajena v 14. stoletju, je še vedno v uporabi mošeja Jomeh (masjed-e Jomeh) ali Petkova mošeja in je primer najlepših perzijskih mozaikov in odlične arhitekture. Njeni minareti so najvišji v državi. Notranjost je izjemno dekorirana z glaziranimi ploščicami, ivan (eivân) tudi s stalaktiti. V bližini mošeje se nahaja grobnica Dvanajst imamov (boq'eh-ye Davâzde Emâm), majhna seldžuška zgradba iz 11. stoletja s štukaturno dekoracijo okoli mihrâba.

## Romanja in drugi verski dogodki
Iz pokrajine Yazd izvirajo nekateri antični miti. To dejstvo se odraža v tradiciji običajev ljudi. Večina festivalov pripadajo Zoroastriancem, od katerih sta najbolj zanimiva sezonski in mesečni festival Nou Rooz in Seheh. Muslimani imajo tudi svoje obrede, npr. poročna slovesnost in ta'ziye. NouRooz ali iransko novo leto je praznični dogodek, ki ga praznujejo tako Zoroastriani kot tudi muslimani.
Svetišče Pir-e-Naraki  je eno pomembnih romarskih središč Zoroastrstva, tukaj se odvija letni zbor in pogosti obiski romarjev, zdaj pa je tudi znana turistična točka. Zgodba zadnjega perzijskega princa pred prihodom islama, ki je prišel sem, dodaja kraju dodaten pomen.
Druga oblika javnih nastopov, ki ustvarjajo urbano podobo je muslimanska parada in razni kongregacijski dogodki. To so v glavnem procesije imenovane Azadari, ki potekajo v spomin na razne dogodke in na glavne islamske mučenike in pomembnih osebnosti. Ti dogodki so, zaradi njihovega obsega, ustvarili mnogo prostorov, ki se uporabljajo tudi v času drugih dogodkov in ogledov glavnih točk v mestu, saj se večina od njih nahaja ob pomembnih mestnih spomenikih. 

## Znamentosti mesta
Zgodovinski viri pravijo, da ima del pokrajine dolgo zgodovino. Manifestacije materialne in duhovne kulture med domorodnimi prebivalci kot so znaki Mehr (sonce), Anahita (boginja vode in plodnosti), Isatisi in Ahaemenidi, ogromne starodavne trdnjave in utrdbe, številna zavetišča, zoroastrski templji ognja, spomeniki in spominska obeležja islamske dobe kot so mošeje, imamzade (mavzoleji), grobovi in itd., so vsi pokazatelj kulture in civilizacije ljudi tako v pred-islamskem kot islamskem obdobju .
- Hiša Arab-ha (kompleks večje in manjše hiše v bližini mošeje Čehel Mehrab; manjšo je zgradil leta 1298 Ostad Ali Akbar, sin Ostad Baqerja)
- Hiša Malek-altojar
- Hiša Lari-ha
- Mošeja Mullah Ismall
- sahl Ibn Ali Mavzolej
- Khan Bazar
- Hiša Rasoulian
- Šejka Ahmada Fahadana mavzolej
- Sejed Rokn-al dina mavzolej
- Sejed Šams-al dina mavzolej
- Rezervoar Masoudi
- Hiša Malak-al Tojar
- Hiša Mortaz
- Iran Šahr - šola
- Rezervoar Hadžj Jusef
- Mošeja Rig
- Mošeja Fort
- Mošeja šaha Tahmasba
- Zargari Bazar
- Hiša Mortaz
- Utrdba Yazda
- Šola Zia iah

- Yazd, vetrovni stolpi
- Yazd, Petkova mošeja
- Yazd, detajl iz Muzeja vode
- Yazd, cisterna za vodo v mestu
- Yazd, zoroastrski Tempelj ognja
- Yazd, stolp tišine (zoroastrsko pokopališče)

## Gospodarstvo
Vedno znan po kakovosti svoje svile in preprog, je Yazd danes eno od iranskih industrijskih središč za tekstil. Rokodelstvo je tako umetnost kot industrija. Najpomembnejše obrti v provinci Yazd so izdelava preprog, majhnih preprog, Kilim (posebna vrsta tkane grobe preproge), žamet, brokat, Chador šali, robci, Jim (ročni bombažno tkanje blaga), Damask (tkane svilene niti), Ejrami (ročno tkane tkanine), Dandani ali Gol-e Khord (material za Zoroastrsko blago), kašmir, zavese, Zilou (manjše preproge), usnjeni izdelki (sedlo, torbe), odeje, lončenina, keramika, ploščice in Giveh (lahka bombažna poletna obutev).
Zilou tkanje sega v pred-islamsko obdobje, proizvodnja keramike sega v 6. ali 7. stoletje pred našim štetjem, izdelava ploščic sega 700 let nazaj. 
Imajo tudi precej industrije keramike in gradbenih materialov in edinstvene slaščice ter nakit. Pomemben del prebivalstva je zaposlen tudi v drugih gospodarskih panogah kot je kmetijstvo, mlečni izdelki, predelava kovin in proizvodnja strojev. Tukaj imajo sedež številne gospodarske družbe, ki sodelujejo v rastoči industriji informacijskih tehnologij, predvsem za proizvodnjo primarnih materialov (kabli in priključki). Trenutno je Yazdu največji proizvajalec optičnih vlaken v Iranu.
Slaščičarne iz Yazda so poznane po celotnem Iranu in pomemben vir turizma v mestu. Slaščičarji (strokovnjaki ali khalifeh) skrbno čuvajo svoje recepte kot največjo skrivnost. Veliko zasebnih družinskih podjetij že več generacij dela v slaščičarstvu. Baghlava (pecivo običajno izrežemo v obliki romba), ghotab (neke vrste bonbon) in pashmak (sladkorna pena) so najbolj priljubljene slaščice v mestu, druge so še: Laz-e Bidmeshk (z egiptovsko vrbo ali mandlji), Laz-e Pesteh (s pistacijo), Nan-Berenji (vrsta riževe sladice) in hadži-badam (slaščica, ki vsebuje oluščene mandlje), ...
Leta 2000 je bil v Yazdu odprt Muzej vode;  eksponati predstavljajo razne naprave in zgodovinske tehnologije povezan z vodo.
Yazd je od leta 1980 razširil svoje industrijsko področje. Z več kot 3 glavnimi industrijskimi območji, vsako z več kot 70 različnimi tovarnami, je Yazd postal eden izmed najbolj tehnološko naprednih mest Irana. Najbolj znane korporacije so Yazd Steel, Shimi Plastic Yazd in Yazd Polymer.

## Transport
Poleg svoje povezave z velikimi iranskimi mesti s cestami in železniško progo, je v Yazdu tudi letališče Sadooghi Airport Shahid

## Znani prebivalci
• Mohammad Khatami, nekdanji predsednik Irana se je rodil v Yazdu.
• Mohammad Reza Aref, podpredsednik Irana 2001-2005.
• Mohammad Rahmati, minister za ceste in transport od leta 2005 do avgusta 2008.
• Mirza Mohammad Farrokhi Yazdi,  pesnik in politik .
• Vahshi Bafghi, pesnik.
• Mohammad Ali Sadouqi, pomočnik v kabinetu Mohammad Khatamija.
• Mohammad Jafar Pouyandeh, iranskega odpadnik umorjen leta 1998.
• Moshe Katsav, nekdanji predsednik Izraela je bil rojen v Yazdu.
• Habibollah Bitaraf, nekdanji minister za energetiko.
• Seyyed Ziya-e-ddin Tabatabai, iranski predsednik vlade 21. februarja 1921 do 4 junija 1921.
• Moshe Khokshourzadeh - Moe Arman, iransko- ameriški znanstvenik, raziskovalec, izumitelj.
• Mohammad - Ali Eslami Nodooshan, iranski avtor.
• Mehdi Azar Yazdi, avtor otroških zgodb.
• Seyyed Ali Mohhamad Vaziri, ustanovitelj knjižnice Vaziri z več kot 21.000 rokopisni, ustanovitelj islamskih šol, je bil priljubljen in eden od najbolj znanih duhovnikov v Yazdu.

## Izobraževanje
Univerza v Yazdu je bila ustanovljena leta 1988. Ima fakulteto za arhitekturo, specializirano za tradicionalno perzijsko umetnost in arhitekturo. Yazd in njegova bližnja mesta imajo naslednje visokošolske ustanove:
- Univerza v Yazdu
- Shahid Sadoughi Univerza medicinskih znanosti in zdravstvenih storitev
- Payame Noor univerza Yazd - PNU
- Inštitut za visoko šolstvo - ACECR
- Islamska Azad Univerza Bafq
- Islamska Azad Univerza Maybod
- Islamska Azad Univerza Yazd
- Yazd Sampad informacijski center
- Raziskovalni in tehnološki Park
- Univerza Jame Elmi_Karbordi
- Imam Java Univerza
- Shahid Sadoughi Visoka šola (Tizhooshan)
- Shahid Sadoughi Srednja šola (Tizhooshan)
- Farzanegan Srednja šola (Tizhooshan)
- Farzanegan Visoka šola (Tizhooshan)

## Pobratena mesta
- Jászberény, Madžarska
- Džakarta, Indonezija
- Homs, Sirija
- Nizwa, Oman
- Holguín, Kuba